# 레녹스 루이스
레녹스 클로디어스 루이스(영어: Lennox Claudius Lewis, CBE, CM, 1965년 9월 2일~)는 영국 태생 캐나다의 권투 선수이다. 그는 1988년 하계 올림픽 최중량급 결승전에서 유력한 세계 챔피언 리딕 보위를 제치고 금메달을 획득했다. 1999년 BBC 올해의 스포츠인상 수상자이다.

## 서훈
- 1988년 캐나다 훈장 Member(CM)[1]
- 1998년 대영 제국 훈장 5등급(MBE)[2]
- 2002년 대영 제국 훈장 3등급(CBE)[3]